# Uroš Celcer
Uroš Celcer (sinh 7 tháng 4 năm 1989) là một cầu thủ bóng đá Slovenia thi đấu cho Gorica.
Celcer has từng thi đấu cho Parma và Ross County.

## Sự nghiệp câu lạc bộ
Celcer và Alen Jogan được ký hợp đồng bởi Parma F.C. vào tháng 6 năm 2013, cùng với việc Solomon Enow đến Gorica với giá €1 triệu. Ngày 1 tháng 7 Celcer và Jogan trở về Gorica với bản hợp đồng tạm thời. Vào mùa hè 2014 Celcer rời và đến câu lạc bộ Scotland Ross County. Anh được giải phóng vào tháng 11.
Vào mùa hè 2015, Celcer và Jogan được ký hợp đồng lại bởi Gorica với bản hợp đồng 2 năm.